# Haynes (Dakota del Norte)
Haynes es una ciudad ubicada en el condado de Adams en el estado estadounidense de Dakota del Norte. En el censo de 2010 tenía una población de 23 habitantes y una densidad poblacional de 65,78 personas por km².

## Geografía
Haynes se encuentra ubicada en las coordenadas 45°58′26″N 102°28′16″O / 45.97389, -102.47111. Según la Oficina del Censo de los Estados Unidos, Haynes tiene una superficie total de 0.35 km², de la cual 0.35 km² corresponden a tierra firme y (0%) 0 km² es agua.

## Demografía
Según el censo de 2010, había 23 personas residiendo en Haynes. La densidad de población era de 65,78 hab./km². De los 23 habitantes, Haynes estaba compuesto por el 78.26% blancos, el 0% eran afroamericanos, el 21.74% eran amerindios, el 0% eran asiáticos, el 0% eran isleños del Pacífico, el 0% eran de otras razas y el 0% pertenecían a dos o más razas. Del total de la población el 0% eran hispanos o latinos de cualquier raza.